# پیتر اوتاکا
پیتر اوتاکا (۱۲ فوریهٔ ۱۹۸۴) یک بازیکن فوتبال اهل نیجریه است. وی در تیم ملی فوتبال نیجریه بازی کرده است.